# Apache (cheval)
Pour les articles homonymes, voir Apache.
Apache (né le 22 mai 2005, mort le 7 septembre 2019) est un étalon KWPN bai foncé, monté en dressage par Emmelie Scholtens.

## Histoire
Apache naît le 22 mai 2005 à l'élevage de Tonnie van der Koppel, à Wadenoijen, aux Pays-Bas. Il est la propriété de Ad Valk, également propriétaire de son père UB 40. Il est entraîné jusqu'au niveau des Grand Prix par la cavalière Emmelie Scholtens, qui parvient à se sélectionner parmi l'équipe néerlandaise de dressage. Il ne participe pas au championnat national néerlandais fin juillet 2018, mais atteint la finale de la Coupe du monde de dressage 2018-2019 à Göteborg, après une sélection de dernière minute 14 jours avant l’événement, et en battant Hans Peter Minderhoud pendant la finale Freestyle.  
Il meurt le 5 septembre 2019, à 14 ans, par euthanasie, visant à abréger les souffrances causées par une maladie incurable au pied, une fourbure sévère.

## Description
Apache est un étalon bai foncé, inscrit au stud-book du KWPN. Il mesure 1,69 m. 

## Palmarès
Apache s'est révélé être l'un des meilleurs chevaux de dressage néerlandais de la fin des années 2010. Il participe aux Jeux équestres mondiaux de Tryon, et à la finale Coupe du monde de dressage de Bois-le-Duc, terminant 8e du Grand Prix Freestyle avec sa meilleure note personnelle, 80.782 %.

## Origines
| Origines de Apache                        | Origines de Apache     | Origines de Apache           | Origines de Apache |
| ----------------------------------------- | ---------------------- | ---------------------------- | ------------------ |
| Père UB 40 2001 - KWPN Alezan, 1,67 m     | Olivi 1996 - KWPN      | Jazz 1991, KWPN              | Cocktail           |
| Père UB 40 2001 - KWPN Alezan, 1,67 m     | Olivi 1996 - KWPN      | Jazz 1991, KWPN              | Charmante          |
| Père UB 40 2001 - KWPN Alezan, 1,67 m     | Olivi 1996 - KWPN      | Halla Utopia 1989, KWPN      | Aktion             |
| Père UB 40 2001 - KWPN Alezan, 1,67 m     | Olivi 1996 - KWPN      | Halla Utopia 1989, KWPN      | Charisma Utopia    |
| Père UB 40 2001 - KWPN Alezan, 1,67 m     | Kilucienne 1992 - KWPN | Michelangelo 1985, Trakehner | Pasteur            |
| Père UB 40 2001 - KWPN Alezan, 1,67 m     | Kilucienne 1992 - KWPN | Michelangelo 1985, Trakehner | Miami              |
| Père UB 40 2001 - KWPN Alezan, 1,67 m     | Kilucienne 1992 - KWPN | Tiluciene 1977, KWPN         | Farn               |
| Père UB 40 2001 - KWPN Alezan, 1,67 m     | Kilucienne 1992 - KWPN | Tiluciene 1977, KWPN         | Nilucienne         |
| Mère Tolanda 2000 - KWPN Bai-brun, 1,68 m | Krack C 1992 - KWPN    | Flemmingh 1987, Holsteiner   | Lacapo             |
| Mère Tolanda 2000 - KWPN Bai-brun, 1,68 m | Krack C 1992 - KWPN    | Flemmingh 1987, Holsteiner   | Texas              |
| Mère Tolanda 2000 - KWPN Bai-brun, 1,68 m | Krack C 1992 - KWPN    | Gicara II 1988, KWPN         | Beaujolais         |
| Mère Tolanda 2000 - KWPN Bai-brun, 1,68 m | Krack C 1992 - KWPN    | Gicara II 1988, KWPN         | Baccara            |
| Mère Tolanda 2000 - KWPN Bai-brun, 1,68 m | Olanda 1996 - KWPN     | Inspekteur 1990, KWPN        | Darwin             |
| Mère Tolanda 2000 - KWPN Bai-brun, 1,68 m | Olanda 1996 - KWPN     | Inspekteur 1990, KWPN        | Doornroos          |
| Mère Tolanda 2000 - KWPN Bai-brun, 1,68 m | Olanda 1996 - KWPN     | Kolda 1992, KWPN             | El Corona          |
| Mère Tolanda 2000 - KWPN Bai-brun, 1,68 m | Olanda 1996 - KWPN     | Kolda 1992, KWPN             | Folda              |

## Reproduction
Apache est le père de six étalons approuvés : Grand Galaxy Win, Hometown, Intro K, Improver VDT, Indian Rock et Cum Laude. Il a donné le poulain KWPN Champion Ferrari STH, Gaudi Vita, et Jovian, monté par Andreas Helgstrand.